# Gerena
Gerena es un municipio español situado en la comarca Sierra Norte de Sevilla, provincia de Sevilla, Andalucía, España. Se encuentra a 26 km de Sevilla.

## Geografía
Es uno de los municipios de la Ruta de la Plata. Se encuentra entre las comarcas de la Sierra Norte y la Campiña. Limita con los siguientes municipios:
| Castillo de las Guardas | El Garrobo                      |          |
| Aznalcóllar             |                                 | Guillena |
| Sanlúcar la Mayor       | Olivares y Albaida del Aljarafe | Salteras |

Por el municipio pasa el río Guadiamar, cuyo entorno se conserva en estado natural. También pasa por el municipio el arroyo de las Torres, en otro paraje natural.

## Topónimo
Una leyenda atribuye la fundación de Gerena al rey pastor Gerión. La primera mención a Gerión aparece en la obra Teogonía del griego Hesíodo (siglo VIII a. C.). Según esta historia, Gerión vivía en Eriteia (isla que se ubicaba en la actual costa gaditana), tenía tres cabezas y tenía unos bueyes que fueron robados por Heracles (romanizado como Hércules). Según Estesícoro (C. 590 a. C.) Gedeón vivía en frente de la isla de Eriteia, en una cueva cercana al río Tartessos.
Es posible que el pueblo se llamase así por haberse fundado ahí una antigua población romana llamada Herennia, esposa del emperador Trajano. También puede deberse a que en la localidad hubo una basílica paleocristiana dedicada a San Geroncio. En la época musulmana el pueblo se llamaba Xerea.
En la obra del siglo XVI Civitates orbis terrarum, aparece la frase en latín "Ierenna famosus prope hispalim locus", que significa "Gerena, famoso lugar cerca de Sevilla". Esta frase aparece en el escudo del municipio.

## Historia

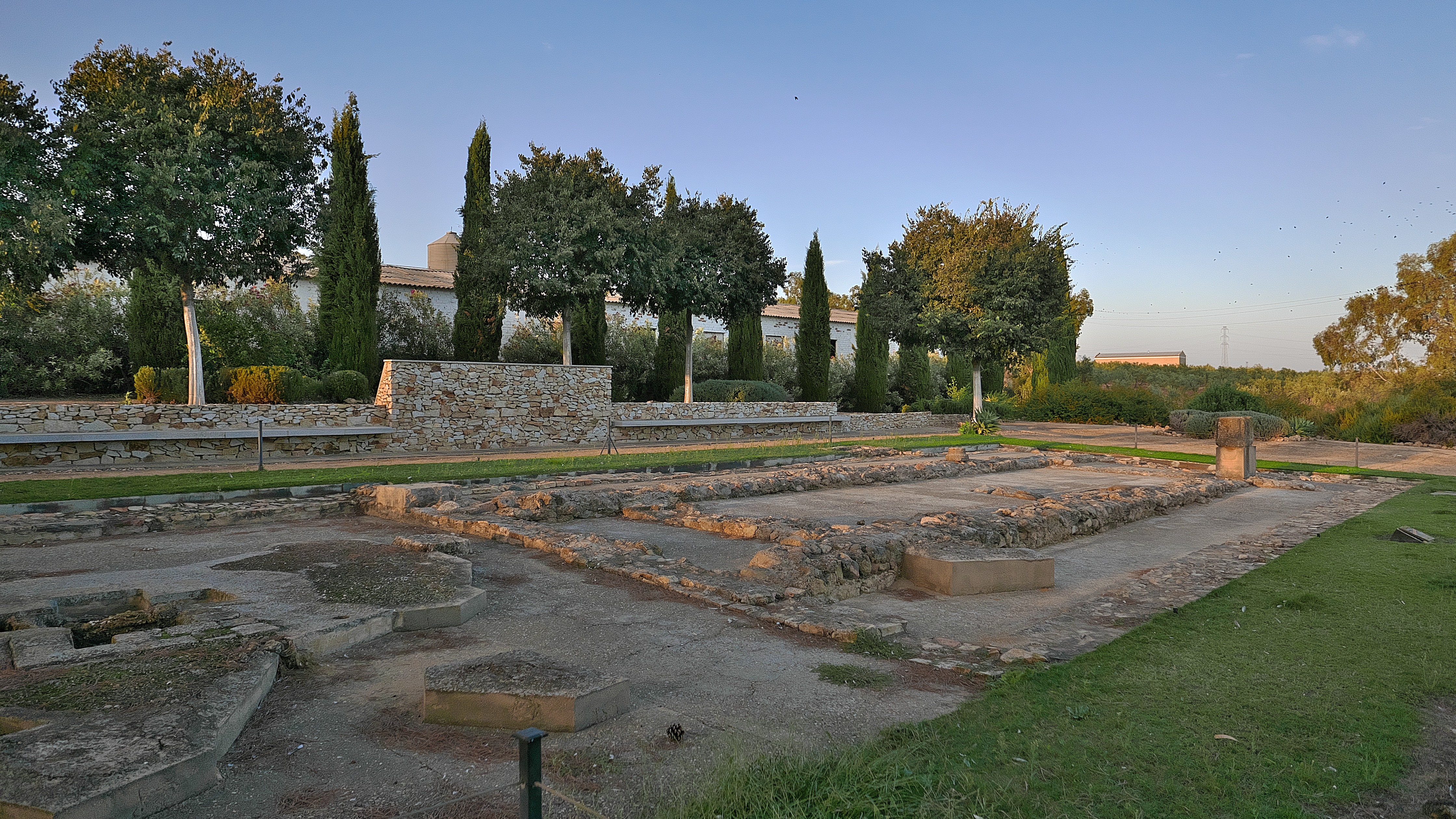
Basílica, baptisterio y necrópolis (ss. V-VIII)

Los tartésicos fortificaron el pueblo para que fuese un bastión en la ruta del bronce. En la época romana se realizaron varias infraestructuras. Se construyó un acueducto que pasaba por Gerena para llevar agua a Itálica desde el Guadiamar (que en la época romana se llamaba Maenuba) Tras la ampliación de Itálica, este acueducto se amplió unos 20 kilómetros para traer agua desde Fuentes de Tejada, en Paterna del Campo, y desde Escacena del Campo. En Gerena se hicieron también termas y ninfeos romanos. Otro de los restos es el molino Blanco, realizado en época romana y reconstruido en la Edad Media. Entre los siglos IV y V d. C. se hizo la basílica paleocristiana de San Geroncio. En la época musulmana se aumentó la agricultura y se desarrolló la alfarería. En 1247 la ciudad fue tomada por Fernando III, que firmó un pacto de pleitesía por el que se respetaba la religión de los habitantes, al tiempo que llegaron habitantes de otros reinos del norte peninsulares. En 1253 Alfonso X convirtió la población en un realengo dependiente de la ciudad de Sevilla. Garci Fernández de Gerena, trovador de Juan I, era de esta localidad.

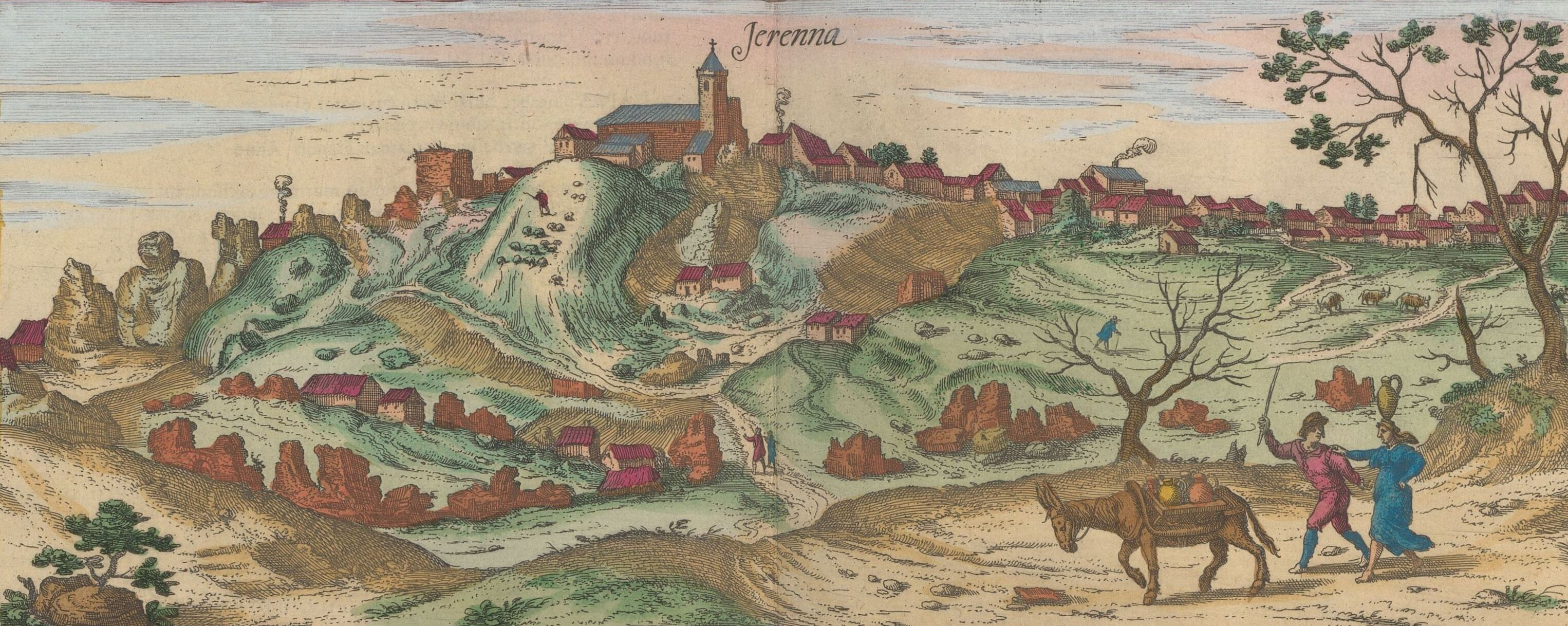
Gerena en 1565

En 1594 formaba parte del reino de Sevilla en el Axarafe y contaba con 308 vecinos pecheros. En el siglo XVII el pueblo fue comprado por Rufina de Sandoval. Posteriormente, pasó a ser propiedad de Pedro de Orsúa y Arismendi. En el siglo XIX pasó al marquesado de Vallehermoso. Posteriormente, pasó a la Casa de Santa Coloma.
El municipio contaba con minas de granito, con las que se realizaron muchas obras, como las columnas del templo romano que actualmente se encuentran en la Alameda de Hércules o las columnas de la catedral de Sevilla.

## Geografía humana

### Demografía
Cuenta con una población de 7923 habitantes (INE 2024).
| Gráfica de evolución demográfica de Gerena entre 1842 y 2021                                                          |
| |
| Población de derecho según los censos de población del INE. Población de hecho según los censos de población del INE. |

| 5,887                     | 6,180 | 6,812 | 7,187 | 7,309 | 7,444 | 7,541 | 7,674 | 7,774 |
| (Fuente: INE [Consultar]) |       |       |       |       |       |       |       |       |

### Economía
El pueblo cuenta con el polígono industrial La Fontanilla.
En municipio cuenta (2014) con 3826 ha de cultivos herbáceos, de las cuales 80 ha son de girasol y 1295 ha son de trigo, y con 1327 ha de cultivos leñosos, de las cuales 1092 son de olivares.

#### Evolución de la deuda viva municipal
El concepto de deuda viva contempla sólo las deudas con cajas y bancos relativas a créditos financieros, valores de renta fija y préstamos o créditos transferidos a terceros, excluyéndose, por tanto, la deuda comercial.
| Gráfica de evolución de la deuda viva del Ayuntamiento de Gerena entre 2008 y 2022                                  |
| |
| Deuda viva del Ayuntamiento de Gerena, en miles de euros, según datos del Ministerio de Hacienda y Función Pública. |

## Administración municipal
El último alcalde del franquismo y primero de la transición fue Manuel Vega Tabares.

### Alcaldes posteriores a 1979
- Juan Antonio del Valle (PCE - IULV-CA).
- Manuel Gutiérrez Arregui (IULV-CA).
- Jacinto Pereira Espada (PSOE).
- Margarita Gutiérrez (PSOE).
- Javier Fernández Gualda (PSOE).

## Arquitectura

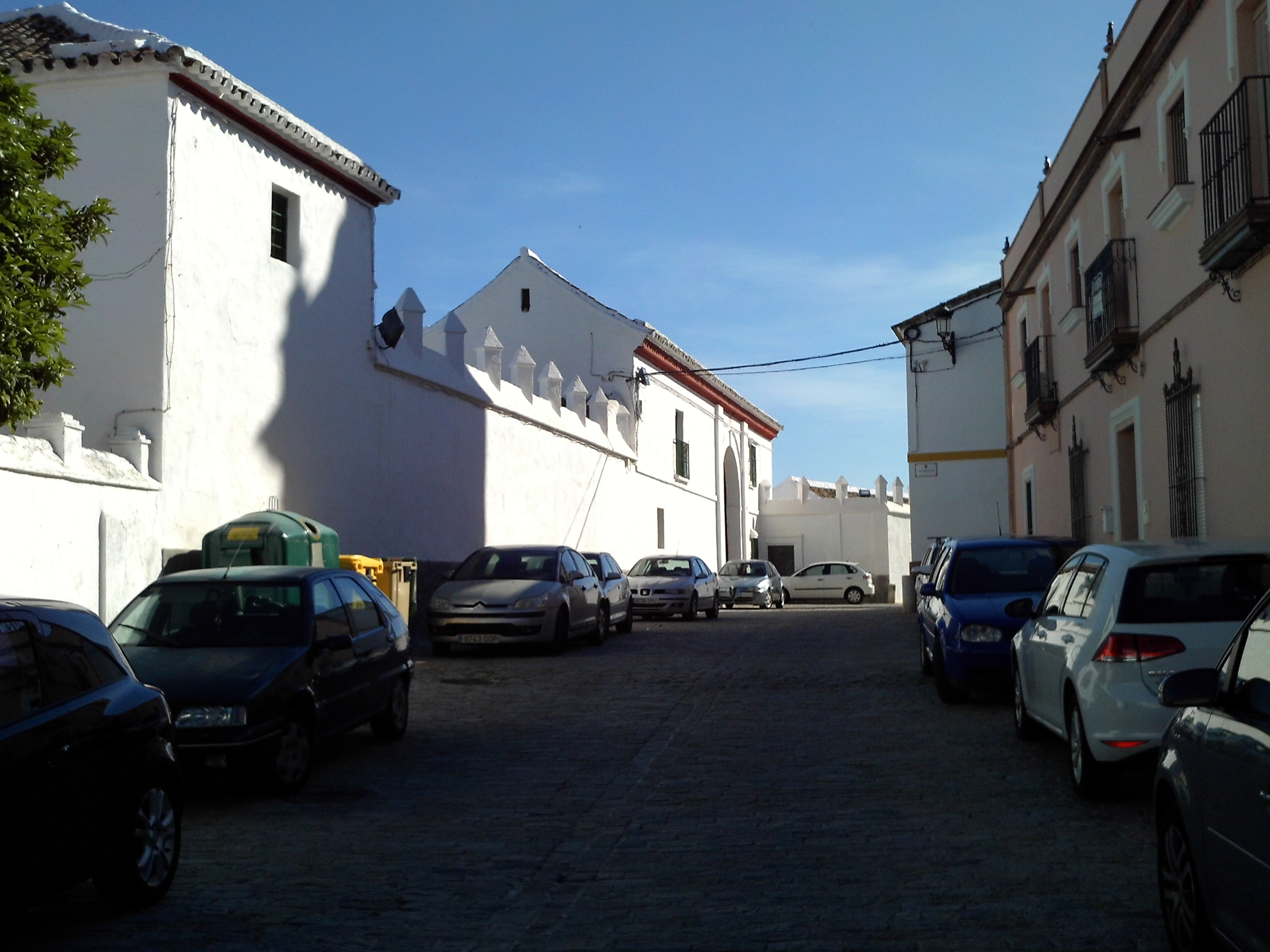
Calle de la Iglesia.

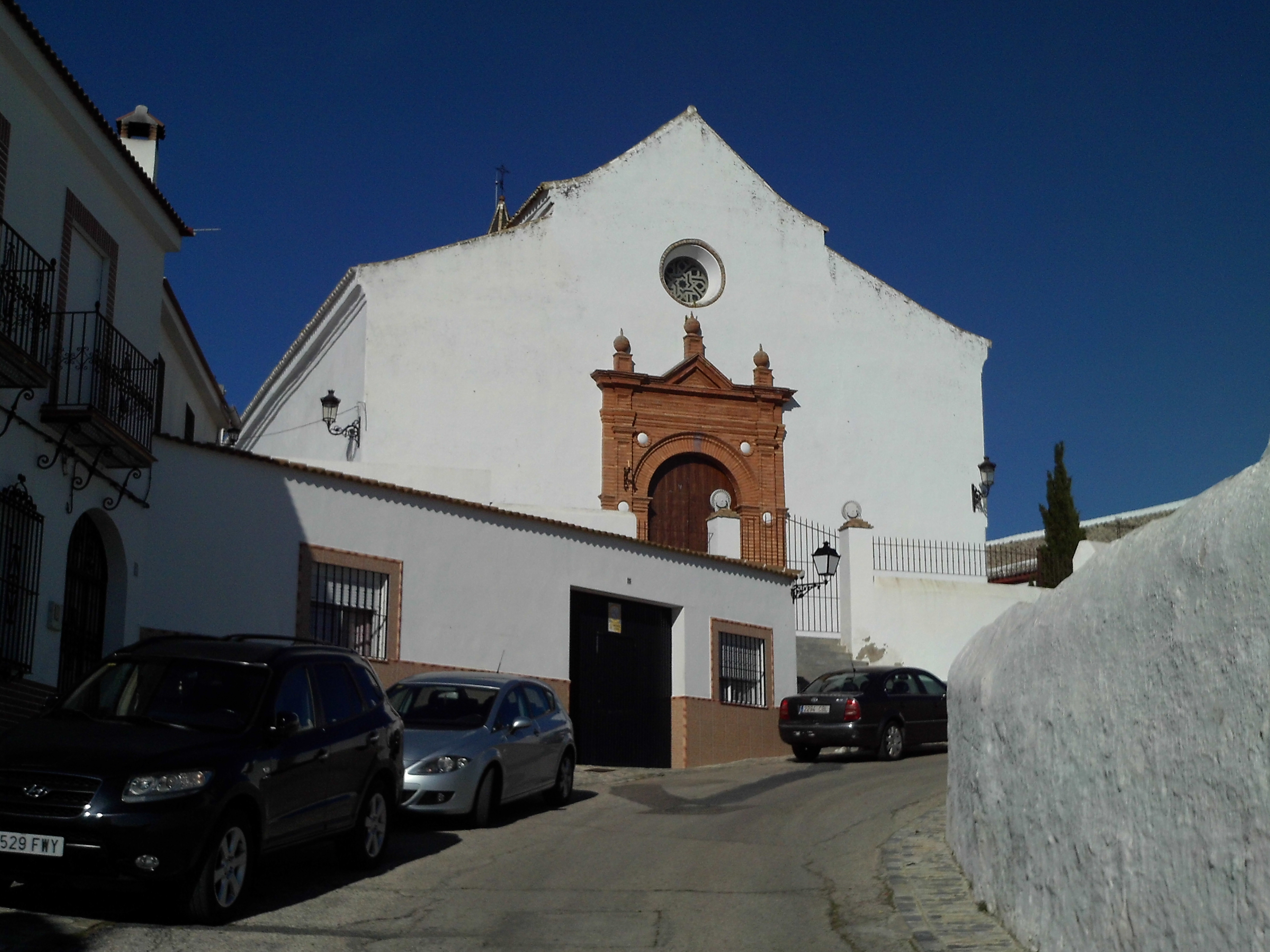
Iglesia de la Purísima Concepción.

En la localidad se encuentra el cortijo El Esparragal. Antiguamente fue una villa romana. Juan II entregó el castillo del Castrejón y sus alrededores, en los cuales estaba este inmueble, a Fernando de Medina. Sus descendientes lo vendieron en el siglo XVII a los jerónimos. Estos convirtieron el edificio en un convento y vivieron de la agricultura. En interior del convento se hizo la capilla de Nuestra Señora de Belén. Tras la desamortización de Mendizábal, el edificio pasó en 1851 a la familia Vázquez, que lo transformó en un cortijo, preservando la capilla. El marqués José María de Oriol y Urquijo y su esposa, María de Gracia Ybarra y Lasso de la Vega, adquirieron el edificio en 1967. Fue transformado en hotel por los arquitectos Miguel de Oriol e Ybarra y Miguel Oriol e Icaza.
Otro edificio tradicional del municipio es el cortijo de La Pizana, propiedad de la casa de Alba.
En los terrenos de la finca del cortijo de El Esparragal está la ermita de Nuestra Señora de la Encarnación. En el interior está la Virgen de la Encarnación, que es la patrona del pueblo. La leyenda dice que fue escondida en una gruta en la etapa musulmana, donde fue encontrada posteriormente por un caballero cristiano. Hay una cruz en el lugar donde se encontró.
La iglesia de la Purísima Concepción fue realizada en el siglo XIV con la torre del homenaje del recinto amurallado del municipio. A los lados tiene dos portadas gótico-mudéjares con arcos apuntados. La portada principal, de ladrillo, fue realizada entre 1556 y 1559.
La Iglesia de San Benito Abad fue la capilla del antiguo hospital de la Sangre. En la actualidad es la capilla de la Hermandad de la Vera Cruz.
La capilla de Nuestra Señora de la Soledad Coronada es del siglo XVIII y siempre fue sede de la Hermandad de la Soledad.

## Fiestas
- Semana Santa:

La Agrupación Parroquial del Gran Poder y Ntra. Sra. del Rosario de Gerena procesiona desde la Iglesia Parroquial de Gerena en la tarde noche del Miércoles Santo con Ntro. Padre Jesús del Gran Poder (Antonio Dubé de Luque, 1990) y la Virgen del Rosario.
La Hermandad de la Vera Cruz y San Benito Abad (siglo XVI) procesiona el Jueves Santo desde la Iglesia de San Benito Abad con el Cristo de la Vera Cruz, un crucificado del siglo XVI, y la Virgen de la Sangre (anónima, siglo XVIII).
La Hermandad de la Soledad Coronada, procesiona desde su Capilla  con el señor del Santo Entierro, obra anónima del gótico tardío, en un paso de madera dorada y policromada, obra de Guzmán Bejarano, con figuras de Luís Ortega Brú y la Virgen de la Soledad Coronada (siglo XVII) el Sábado Santo  con palio y manto burdeos del taller de Carrasquilla. Al siguiente año, procesiona el Domingo de Resurrección con el Señor de la Paz (Antonio Dubé de Luque, 1987) Santa Maía Magdalena y un arcángel del mismo autor representando el misterio “ Noli me tangere “ sobre el paso del cristo yacente y la Virgen de la Soledad Coronada, bajo palio Blanco de Manuel Solano, alternando así cada año su salida, todo ello aprobado en las reglas de la hermandad sobre la década de 2010 
- Feria:

Las fiestas patronales coinciden con la festividad de la Virgen de la Encarnación, patrona del municipio. El último jueves de mayo es llamado Jueves de Promesa. Este día se procesiona con la Virgen desde la iglesia parroquial de la Purísima Concepción hasta la ermita de Nuestra Señora de la Encarnación. Allí, en la ermita, permanece la Virgen durante el jueves, viernes y sábado, hasta que el domingo emprende el camino de vuelta hacia su parroquia. El domingo de esa semana, Domingo de Romería, se procesiona con el estandarte de la Hermandad de la Encarnación desde la iglesia parroquial hasta la ermita. Tras celebrar en su ermita, la misa del romero, con la patrona presidiendo la misma, los devotos y gereneros pasan un día de convivencia celebrando las fiestas patronales allí en la ermita. Al caer la tarde, se emprende el camino de vuelta hacia la parroquia, siendo la Virgen acompañada por numerosos peregrinos en este día grande del pueblo, donde esperará hasta el mes de mayo del año siguiente para celebrar sus días grandes.

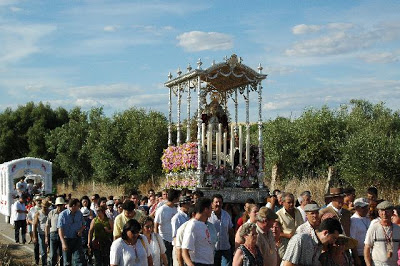
Romería de la Virgen de la Encarnación, patrona de Gerena.
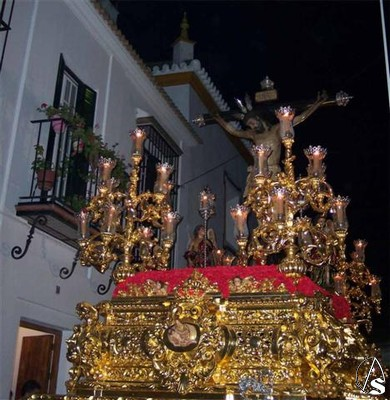
Cristo de la Vera Cruz.
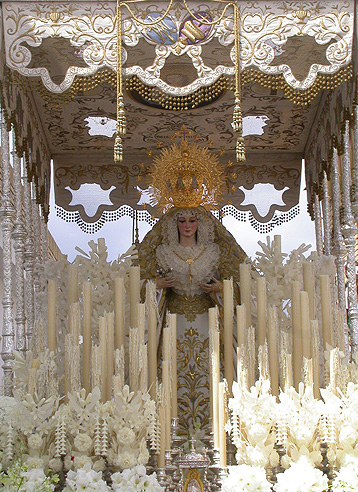
Virgen de la Soledad.

## Hermanamientos
- Visciano, Italia (Desde 2008)[26]
- Wajay, Cuba (Desde 2002)[26]